# 日野・H型エンジン
日野・H型エンジンは、日野自動車がかつて生産していた中型トラック・バス用の直列6気筒ディーゼルエンジンである。

## 歴史
1972年、レンジャーKLのマイナーチェンジ時に、最上級車KL-S用のエンジンとして登場した。
その後、1994年に後継のJ型エンジンの登場で役目を終え、翌1995年に生産終了した。

## バリエーション

### EH100
1972年登場。排気量は5,871cc。最高出力は145馬力。
- 搭載車種
  - レンジャーKL-S
  - レインボーAM
  - トヨタ・マッシーダイナEC20

### EH300
1974年登場。排気量は6,211cc。最高出力は155馬力→160馬力。
- 搭載車種
  - レンジャーKL-SS
  - RL300/RL320

### EH500
1980年登場。最高出力は150馬力。
- 搭載車種
  - レンジャー4S
  - RL300/RL320

### EH700
1977年登場。排気量は6,433cc。最高出力は165馬力→170馬力。
- 搭載車種
  - レンジャーKL-SD
  - レンジャー4D
  - RL301/RL321
  - レインボーRJ

### H06C-T
1982年登場。排気量は6,485cc。最高出力は190馬力→195馬力→205馬力。
- 搭載車種
  - レンジャー4E
  - レインボーRR

### H07C
1984年登場。最高出力は175馬力→180馬力。
- 搭載車種
  - デーキャブレンジャー
  - レンジャー4D
  - クルージングレンジャー
  - レインボーRJ

### H07C-T
1989年登場。最高出力は215馬力。
- 搭載車種
  - クルージングレンジャー
  - レインボーRR

### H07D
1989年登場。最高出力は195馬力。
- 搭載車種
  - クルージングレンジャー
  - デーキャブレンジャー
  - レインボーRJ

### H06C-TI
1989年登場。最高出力は240馬力。
- 搭載車種
  - クルージングレンジャー
  - セレガFC